# 차트차구

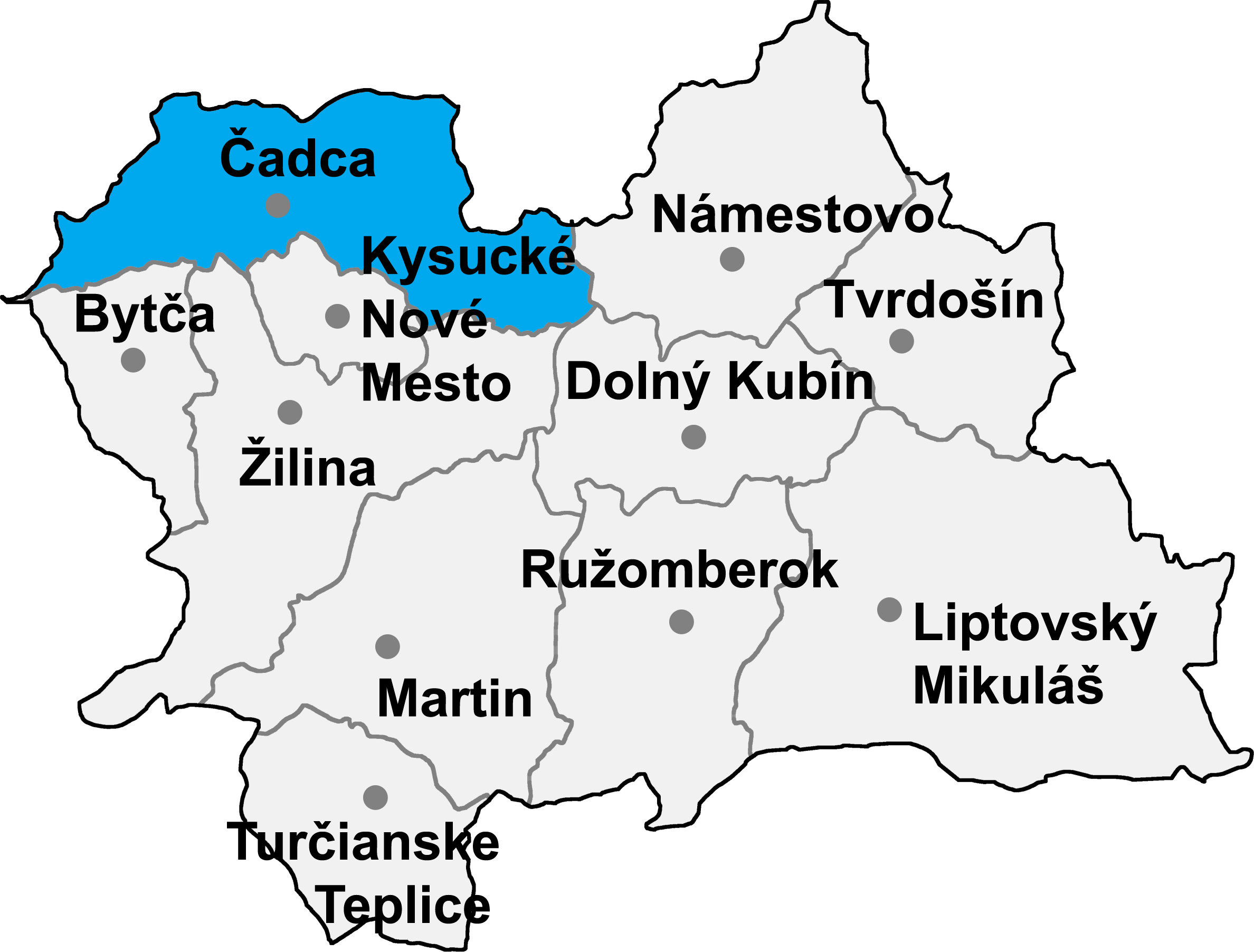
차트차구의 위치

차트차구(슬로바키아어: Okres Čadca)는 슬로바키아 질리나주를 구성하는 11개 구 가운데 하나로 행정 중심지는 차트차이며 면적은 760.62km2, 인구는 91,124명(2014년 기준), 인구 밀도는 119.8명/km2이다.
질리나주 북부에 위치하며 23개 지방 자치체(3개 시, 20개 마을)를 관할한다. 서쪽과 북서쪽으로는 체코, 북쪽으로는 폴란드와 국경을 접하며 동쪽으로는 나메스토보구, 남동쪽으로는 돌니쿠빈구, 남쪽으로는 질리나구, 키수츠케노베메스토구, 남서쪽으로는 비트차구와 접한다.